# شيخ قشلاق العليا (قشلاق أهر)
شیخ قشلاق العلیا (بالفارسية: شیخ‌قشلاق علیا) هي منطقة سكنية تقع في إيران في قسم قشلاق الریفي. يقدر عدد سكانها بـ 145 نسمة .